# Водійське посвідчення
Водійське посвідчення, або посвідчення водія — документ, що посвідчує право фізичної особи на керування транспортним засобом. Для отримання посвідчення водія необхідно пройти необхідне навчання та скласти іспит. Правила і вимоги, що стосуються ліцензування водіїв, варіюються у різних юрисдикціях.

## Історія водійських посвідчень

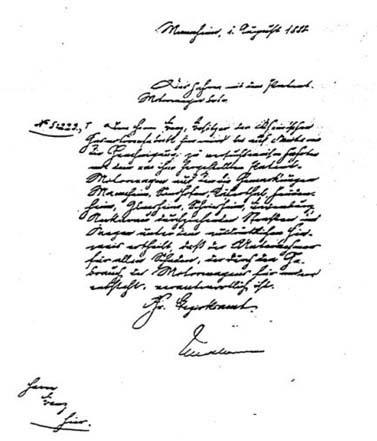
Дозвіл, виданий Карлу Бенцу на керування своїм автомобілем на дорогах

Перша ліцензія на водіння транспортного засобу була видана винахіднику сучасного автомобіля Карлу Бенцу в 1888 році. Шум і запах його Motorwagen викликав скарги громадян, тому Бенц запросив і одержав письмовий дозвіл управляти своїм автомобілем на дорогах загального користування герцогства Баден.
Аж до початку XX століття у європейських країнах не видавались ліцензії на керування транспортними засобами. Вперше обов'язкову ліцензію і тестування запровадили в Прусії 29 вересня 1903 року. У 1910 році німецький імперський уряд започаткував ліцензування водіїв у національному масштабі, було створено систему випробувань і освіти для водія, яка згодом слугувала моделлю для ліцензування в інших країнах. Останньою країною, де було запроваджено ліцензування, стала Бельгія, де до 1977 року було можливо придбати і мати ліцензію без проходження іспиту з водіння.

### 1928 рік
В Англії в 1928 році не існує спеціальних дозволів на право керування автомобілем і кожен може керувати автомобілем і мотоциклом. В СРСР право на керування автомобілем і мотоциклом має лише невеличка група спортсменів, які є професійними водіями, на відміну від США і Англії — де автомобілями керують прості люди.
В Англії не існує жодних екзаменів для одержання права на їзду: люди просто подають заяву урядові, і за дуже незначну плату отримують водійський листок; в Нідерландах — потрібно лише пред'явити медичне свідоцтво, що ти здоровий; в Бельгії немає жодних свідоцтв на право їзди та не потрібні також і медичні свідоцтва; у Франції необхідне складання практичного іспиту (без теорії) в поліції, а сам іспит є дуже полегшеним; в США ліцензію на водіння видають протягом кількох хвилин на основі письмової, усної, або навіть телефонної заяви.
В СРСР — дорого і болісно: СРСР ніби знову переживає «радіозаборонений період», коли дозвіл на радіоприймач коштував багато грошей, часу і нервів.

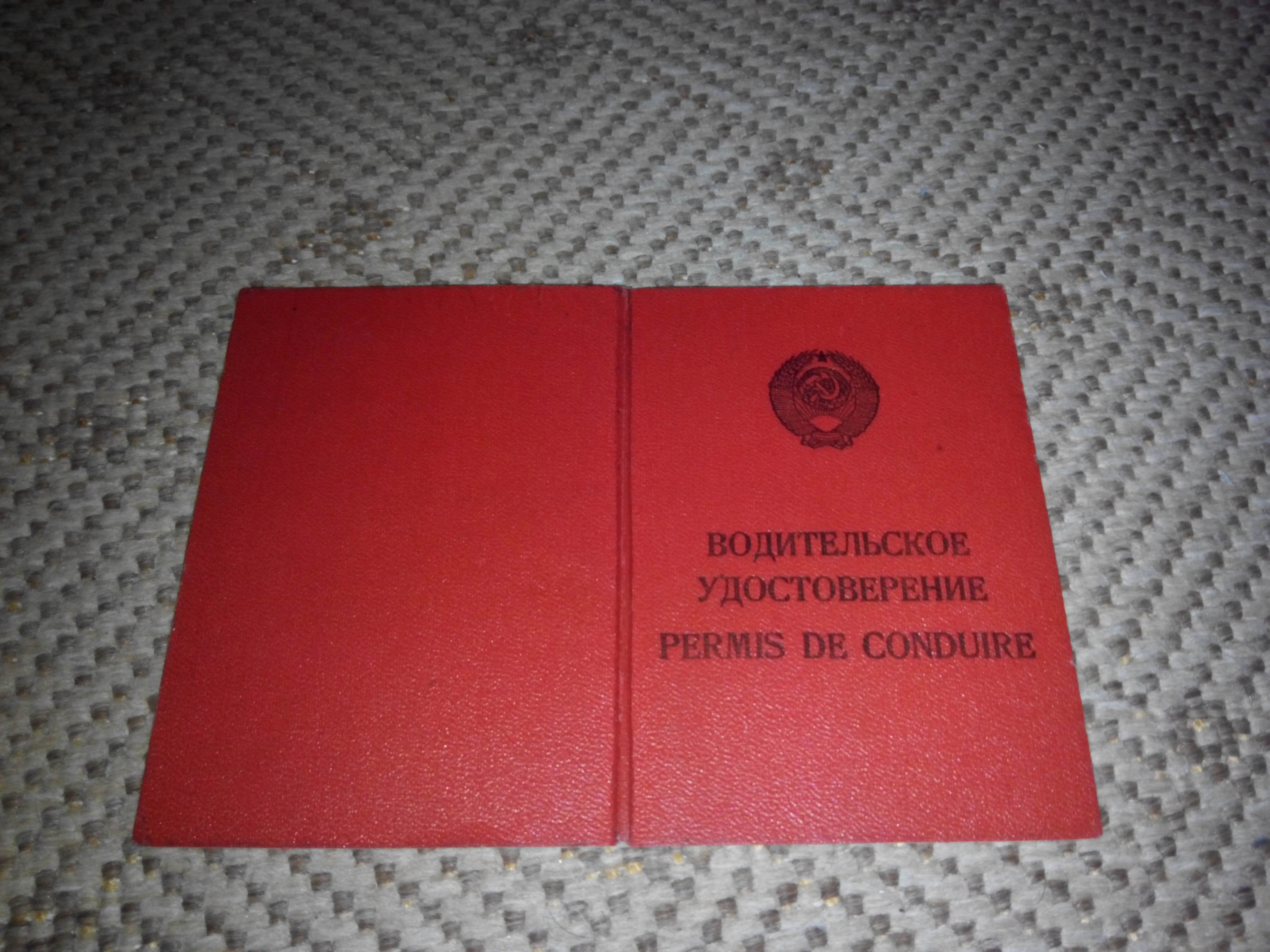
Обкладинка водійського посвідчення СРСР (1985 р.)

Щоб отримати дозвіл на їзду, радянський громадянин повинен:

1. Пройти психологічне випробування (вартість: 4 рублі);

2. Надати посвідчення із МУУР'а про відсутність судимостей (вартість: 2 рублі);

3. Пред'явити посвідчення особи;

4. Написати заяву в письмовій формі;

Отримати ці документи займає багато часу. Отримання посвідчення із МУУР'а займає місяці, так само займає і потрапляння в чергу по психо-технічному випробуванню.

Отримавши ці папери:

5. Теоретичний екзамен в МКХ (вартість: 3 рублі, 25 копійок);

6. Безкоштовний практичний іспит з їзди. Найкоротший строк, за який цей іспит можна скласти, становив близько місяця.
При цьому, за Статистичними даними Центрального Статистичного управління СРСР у 1928 рік число автомобілів в експлуатації у Великій Британії становило 1 023 700 одиниць, Франції — 891 000, коли в СРСР — 20 600; число жителів на 1 автомобіль у Великій Британії становило 34 осіб, Франції — 46, СРСР — 7 000.

## Україна

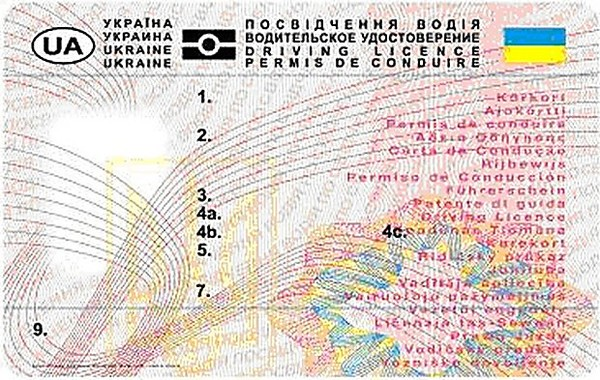
Українське посвідчення водія зразка 2013 р.

Офіційна назва згідно з ПДР — посвідчення водія на право керування транспортним засобом відповідної категорії.

### Цифрова версія
У 2020 році в Україні для всіх громадян стала доступна цифрова версія їхнього водійського посвідчення в додатку державних послуг Дія. Відтоді зникла потреба мати з собою картку чи свідоцтво про реєстрацію транспортного засобу. Їх замінив QR-код, що генерується в додатку, та може бути перевірений на чинність працівником поліції. Таким чином Україна приєдналася до 10 країн світу, що першими впровадили подібну послугу.

### Корупційні зловживання
В 2010-х роках в Україні спостерігалася корупційна практика купівлі водійських посвідчень. За різними оцінками водійське посвідчення купили від 49,6% до 90% українських водіїв.
Можливістю купити водійське посвідчення в Україні користуються також мешканці сусідніх країн, зокрема, Польщі.

### Категорії транспортних засобів
Відповідно до чинного законодавства, залежно від їх типів і призначення, виділяють 14 видів категорій транспортних засобів, керування якими дозволено при наявності у водія відповідного посвідчення водія:
А1 — мопеди, моторолери та інші двоколісні (триколісні) транспортні засоби, які мають двигун з робочим об'ємом до 50 куб. сантиметрів або електродвигун потужністю до 4 кВт;
А — мотоцикли, у тому числі з боковим причепом, та інші двоколісні транспортні засоби, які мають двигун з робочим об'ємом 50 куб. сантиметрів і більше або електродвигун потужністю 4 кВт і більше;
В1 — квадро- і трицикли, мотоколяски та інші триколісні (чотириколісні) транспортні засоби, дозволена максимальна маса яких не перевищує 400 кілограмів;
В — автомобілі, дозволена максимальна маса яких не перевищує 3500 кілограмів (7700 фунтів), а кількість сидячих місць, крім сидіння водія, — восьми, состав транспортних засобів з тягачем категорії B та причепом, повна маса якого не перевищує 750 кілограмів.
С1 — призначені для перевезення вантажів автомобілі, дозволена максимальна маса яких становить від 3500 до 7500 кілограмів (від 7700 до 16500 фунтів);
С — призначені для перевезення вантажів автомобілі, дозволена максимальна маса яких перевищує 7500 кілограмів (16500 фунтів);
D1 — призначені для перевезення пасажирів автобуси, в яких кількість місць для сидіння, крім сидіння водія, не перевищує 16;
D — призначені для перевезення пасажирів автобуси, в яких кількість місць для сидіння, крім сидіння водія, більше 16;
ВЕ, С1Е, СЕ, D1E, DE — состави транспортних засобів з тягачем категорії В, С1, С, D1 або D, яким водій має право керувати, але який не належить до зазначених категорій составів транспортних засобів;
Т — трамваї та тролейбуси.

### Вікові обмеження
Право на керування транспортними засобами надається з такого віку:
- з 16 років — категорії А1, А;
- з 18 років — категорії В1, В, С1, С;
- з 19 років — категорії BE, C1E, СЕ;
- з 21 року — категорії D1, D, D1E, DE, Т.

## США
В США водійське посвідчення носить назву «ліцензія водія».

## Саудівська Аравія
У Саудівській Аравії жінкам заборонялося кермувати автомобілем з 1950-х років до 24 червня 2018 року, коли ця країна стала останньою у світі, що скасувала подібну заборону. До 2013 року жінкам там заборонялося навіть водити велосипед.